# بخش چندار
بخش چندار یکی از بخش‌های شهرستان ساوجبلاغ در استان البرز ایران است. چندار یکی از مناطق خوش آب و هوای شهرستان ساوجبلاغ است.
معمولا ساکنین تهران و کرج برای تعطیلات و تفریح این محله را برای استراحت و گشت و گذار انتخاب می کنند.

## تقسیمات کشوری
- بخش چندار
  - دهستان برغان
  - دهستان چندار

شهر: کوهسار

## جمعیت
بنابر سرشماری مرکز آمار ایران، جمعیت بخش چندار شهرستان ساوجبلاغ در سال ۱۳۸۵ برابر با ۲۱۴۴۴ نفر بوده است.